# Тулкын
«Тулкын» («баш. Тулҡын») — всебашкирский союз молодёжи (1917—1919). Являлся одним из крупных национальных союзов молодёжи России, возникший до образования ВЛКСМ.

## Общая характеристика
Всебашкирский союз молодёжи «Тулкын» был образован 18 декабря 1917 года в Оренбурге на III Всебашкирском учредительном курултае (съезде). Инициаторами создания организации являлись Шайхзада Бабич, Хабибулла Габитов, Габдулхай Иркабаев, Нуриагзам Тагиров и другие.
Руководящим органом союза являлся исполнительный комитет в составе 8 членов (позже — 6 членов). Исполком «Тулкына» работал при Башкирском центральном шуро.
Основными целями и задачами организации были:
- объединение башкирской молодёжи;
- распространение в Башкортостане идей свободы и прогрессивной мысли;
- воспитание любви к родному языку и литературе;
- изучение народного творчества;
- развитие языка и культуры башкирского народа;
- издание газет и журналов и другие.

Участники союза регулярно проводили в Оренбурге культурные мероприятия: литературные вечера, концерты, спектакли. Например, они организовали в Оренбурге в здании кинематографа «Люкс» большой концерт для делегатов III Всебашкирского съезда под названием «Вечера Башкортостана», где читал отрывки из своей баллады «Газазил» Ш. Бабич, участвовали струнный оркестр и ансамбль кураистов, а самодеятельные артисты исполняли башкирские, мишарские и тептярские песни и пляски. Организация «Тулкын» проводила агитмассовую работу среди населения, призывая их к более массовому участию в деле строительства национальной автономии Башкурдистан. Позже при союзе были созданы издательский и музыкально-драматические отделы, которые в условиях Гражданской войны проводили культурно-массовые мероприятия для солдат Башкирского войска, а также в волостях и кантонах Башкирской республики.
После ареста Башкирского правительства, 17 февраля 1918 года часть членов союза «Тулкын» во главе с А. С. Давлетшиным стали инициаторами создания Временного революционного совета Башкортостана и выступали за создание советской автономии Башкортостана. Но всё же большая часть членов союза молодёжи продолжала поддерживать Башкирское правительство и национально-территориальную автономию, утверждённую на Всебашкирском учредительном курултае.
1 сентября 1918 года в Оренбурге на Всебашкирской молодёжной конференции был избран новый состав исполкома союза. Его председателем стал Мухамедгарей Карамышев, секретарём — Хабибулла Габитов.
В феврале 1919 года после перехода Башкирского правительства и войск на сторону советской власти всебашкирский союз молодёжи «Тулкын» самораспустился, в марте его лидеры Бабич и Иркабаев были убиты красноармейцами.

## Председатели
- Бабич, Шайхзада Мухаметзакирович (1917—1918)
- Карамышев, Гирей Батыргареевич (1918—1919)